# Chomelia malaneoides
Chomelia malaneoides är en måreväxtart som beskrevs av Johannes Müller Argoviensis. Chomelia malaneoides ingår i släktet Chomelia och familjen måreväxter. Inga underarter finns listade i Catalogue of Life.